# 小托考伊
小托考伊（匈牙利語：Kistokaj）是匈牙利包尔绍德-奥包乌伊-曾普伦州所辖的一个村。总面积9.76平方公里，总人口2100，人口密度215.2人/平方公里（2011年1月1日）。